# Šaroj (obec)
Šaroj (čečensky Шара, v šarojském dialektu Шуор (Šuor, Šwor), rusky Шарой) je středisková obec ve stejnojmenném horském okrese na jihovýchodě Čečenské republiky Ruské federace.

## Geografie
Obec Šaroj leží na levém břehu řeky Šaro-Argun na jejím horním toku, ve vzdálenosti 118 km od hlavního města Čečenska Grozného. Na jihu s aulem Šaroj sousedí obec Šikaroj, na západě Cesi, na východě Chakmadoj a na severu Chimoj, která je správním centrem šarojského okresu. K 1. 1. 2015 bylo v obci Šaroj registrováno 300 obyvatel.

## Původ názvu
Původ názvu obce, která mívala vedoucí pozici mezi obyvateli kotliny Šarojn-Orga a byla jejím historickým centrem, bývá vysvětlován různými způsoby. Jeden výklad odvozuje název od slov шуьйра (široký) и гlо' (sklon, svah), tedy ve smyslu široký svah. Jiné vysvětlení vychází z přídavného jména шера (hladký, plochý), které je v některých místních dialektech vyslovováno jako šara, což je dáváno do souvislosti s šíří údolí řeky Šaro-Argun a charakterem jejích břehů. Naopak gruzínský historik I. A. Džavachišvili viděl v názvech Šaroj a Šaro-Argun kořeny v pojmenování podle etnika sarmatů, jehož označení bylo zakotveno v antických pramenech v dodnes známé podobě, neboť řečtina ani latina nepoužívaly hlásku "š".
Členové tejpu Šaroj od pradávna hovoří zvláštním šarojským dialektem, který v regionu byl zachován díky odloučenosti a těžké přístupnosti tohoto území.

## Historie

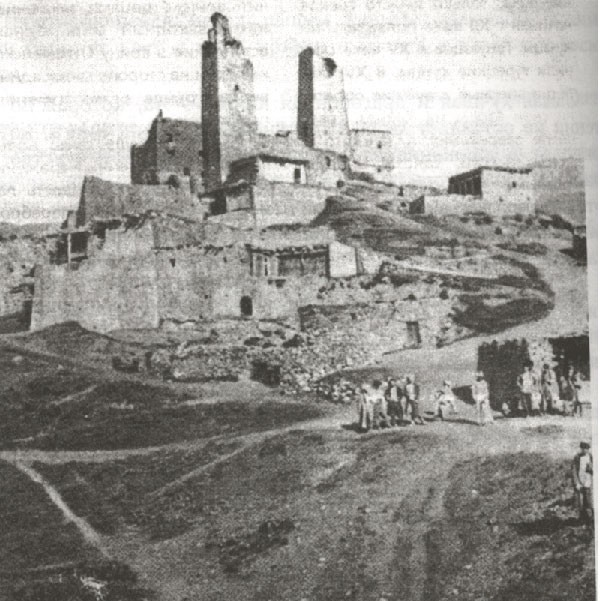
Šaroj na historické kresbě z počátku 19. století

Původní historické území Šaroj zahrnovalo několik desítek obcí a osamělých hospodářství. Mezi největší sídla patřily Šaroj, Chimoj, Chakmadoj a Šikaroj. Je zde doloženo jedno z nejstarších osídlení na území Čečenska, zhruba od 5. století n. l. Po masových deportacích Čečenců a Ingušů v únoru roku 1944 a likvidaci Čečensko - Ingušské ASSR byla obec Šaroj přejmenována na Vatutinaul a byla organizovaně osídlena novým obyvatelstvem, přemístěným sem ze sousedního Dagestánu. Teprve po skončení stalinské éry v SSSR, obnovení Čečensko-Ingušské autonomní republiku a návratu původních obyvatel byl obci Šaroj vrácen její název.
Zpočátku se však navrátilci z Kazachstánu nesměli usídlit ve svých někdejších domovech – jako místo pobytu jim byla určena obec Novo-Šaroj v okrese Ačchoj-Martan. Teprve od začátku 90. let 20. století se původní obyvatelé a jejich potomci konečně začali vracet do Šaroje, ač zde chyběla základní infrastruktura, jako je rozvod elektřiny a plynu. Obec byla bez elektřiny až do roku 2006, kdy po návštěvě Ramzana Kadyrova v Šaroji energetici dostali příkaz do tří měsíců provést elektrifikaci.

## Památky
Šaroj ve své původní podobě byl pevnostním sídlem, kterému dominovaly tři mohutné obranné věže a několik věží obytných. Věže byly vybudovány v pravidelných odstupech a prostor mezi nimi byl zajištěn kamennými zdmi. Tato středověká pevnost stála na vyvýšeném místě na křižovatce důležitých cest, vedoucích ze Zakavkazska a Dagestánu do Argunské soutěsky a dále na historická území Čeberloje a Ičkerie.
Všechny tři středověké obranné věže stály v obci ještě na počátku 20. století, avšak o 100 let později z nich zůstala pouze jediná. Obytné věže byly vyhozeny do povětří po násilném vystěhování obyvatelstva v roce 1944 a jedna z obranných věží byla zničena ruským bombardováním v roce 1995 během první čečenské války.
Na seznamu památek kulturního dědictví národů ruské federace je pod čísly 2000000057 až 2000000061 zaznamenáno několik místních památkových objektů, avšak k jejich stavu se opakuje poznámka "nejsou informace" a v rubrice "kategorie ochrany" je uvedeno "není stanovena".